# Violetborstbriljantkolibrie
De violetborstbriljantkolibrie (Heliodoxa leadbeateri) is een vogel uit de familie Trochilidae (kolibries). De vogel is genoemd naar de Engelse taxidermist en ornitholoog Benjamin Leadbeater.

## Verspreiding en leefgebied
Deze soort komt voor van Venezuela tot noordwestelijk Bolivia en telt vier ondersoorten:
- H. l. leadbeateri: noordelijk Venezuela.
- H. l. parvula: noordelijk, centraal en zuidelijk Colombia, westelijk Venezuela.
- H. l. sagitta: oostelijk Ecuador en noordelijk Peru.
- H. l. otero: centraal Peru tot noordwestelijk Bolivia.